# Rodion Malinovski
Pour les articles homonymes, voir Malinovski.
Rodion Iakovlevitch Malinovski (en russe : Родио́н Я́ковлевич Малино́вский ; 23 novembre 1898 à Odessa - 31 mars 1967 à Moscou) est un militaire, maréchal de l'Union soviétique et ministre de la Défense soviétique. Il participa notamment à la bataille de Stalingrad et à la bataille de Budapest.

## Jeunesse
Rodion Malinovski est né à Odessa. Le père de Malinovski était selon certains historiens le descendant de caraïtes de Crimée. Après la mort de ce dernier, sa mère catholique quitte la ville pour les zones rurales de l'Ukraine, à la recherche d'un moyen de subsistance. Elle se remarie. Son nouveau mari, un paysan ukrainien misérable, refuse d'adopter son fils et l'expulse, alors que Malinovski a seulement 13 ans. Le garçon, sans-abri, survit en travaillant comme ouvrier agricole. Il est finalement hébergé par la famille de sa tante à Odessa, où il travaille comme garçon de courses dans un magasin de produits généraux.

## Première Guerre mondiale
Après que le début de la Première Guerre mondiale en juillet 1914, Malinovski, qui avait seulement 15 ans — donc trop jeune pour le service militaire —, se cache dans un train militaire se dirigeant vers le front allemand, mais est découvert. Il convainc alors les commandants de l'enrôler comme volontaire et sert dans un détachement de mitrailleuses sur les tranchées de ligne de front. En octobre 1915, comme récompense pour avoir repoussé une attaque allemande, il reçoit sa première récompense militaire, la croix de Saint-George 4e classe et il est promu au rang de caporal.
Peu après, il est sérieusement blessé et passe plusieurs mois à l'hôpital. Après son rétablissement, il est envoyé en France en 1916 comme un membre du Corps expéditionnaire russe sur le front de l'Ouest. Il fait partie de la 2e brigade retirée du front pour agitation bolchévique, et envoyée au camp de La Courtine en juin 1917. Malinovski y fait partie des milliers de mutins, canonnés par l'armée française, mais aussi fusillés, internés (Puy-de-Dôme, Gironde, île d'Aix) ou déportés (Algérie). Après la prise du pouvoir bolchevique en Russie, le gouvernement français décide de dissoudre les unités russes, mais offre aux meilleurs soldats russes la possibilité de servir dans la Légion russe des volontaires (faisant partie de la 1re division marocaine). Malinovski fait ce choix et se bat contre les Allemands jusqu'à la fin de la guerre. Il reçoit la croix de guerre et il est promu sous-officier.

## Guerre civile et entre-deux-guerres
Il retourne en Russie en 1919 et rejoint l'Armée rouge dans la guerre civile contre les Armées blanches. Il se distingue en Sibérie. Il reste dans l'armée après la fin du conflit, étudie à l'école de formation pour les jeunes commandants et devient commandant d'un bataillon d'infanterie. En 1926, il devient un membre du Parti communiste de l'Union soviétique, une adhésion requise pour obtenir de l'avancement dans les rangs militaires.
En 1927, Malinovski est envoyé pour étudier à l'Académie militaire M.V. Frounzé. Il obtient son diplôme en 1930 et pendant les sept années suivantes, il est chef d'état-major du 3e corps d'armée de cavalerie, dont le commandant est Semion Timochenko.
Après le début de la guerre civile espagnole en 1936, Malinovski se porte volontaire pour se battre pour les Républicains contre les nationalistes du général Francisco Franco et leurs alliés allemands et italiens. Il participe à la planification et la direction de plusieurs opérations importantes. En 1938, il se rend à Moscou, où il reçoit les hautes décorations que sont l'ordre de Lénine et l'ordre du Drapeau rouge en reconnaissance de son service en Espagne ; il est nommé maître de conférences à l'Académie militaire Frounzé.
Au printemps 1941, Timochenko, qui fait partie du Conseil des commissaires du peuple pour la Défense, est alarmé par l'accroissement massif des effectifs de la Wehrmacht aux frontières soviétiques. Pour renforcer le commandement de l'Armée rouge, il envoie certains officiers supérieurs des académies militaires au plus près des unités sur le terrain. Malinovski est promu major-général et prend le commandement du 48e corps d'infanterie récemment créé, au sein de la 9e armée dans le district militaire d'Odessa. Une semaine avant le début de la guerre, Malinovski déploie son corps d'armée en Moldavie (que l'URSS a annexée un an auparavant grâce au pacte germano-soviétique), le long de la rivière Prut, face à la Roumanie, où le dictateur Antonescu est désormais au pouvoir et allié du Troisième Reich.

## Seconde Guerre mondiale

### Premières attributions
Lors de l'invasion de l'Union soviétique en juin 1941, l'Armée rouge subit de graves revers et perd des centaines de milliers de soldats lors des encerclements allemands. Des divisions entières, dont les officiers compétents avaient été déportés au Goulag lors des « purges » de Staline, et qui manquaient de munitions et de ravitaillement, se rendent : Malinovski, passé au travers de ces purges, apparaît alors comme un des rares généraux soviétiques compétents, car il s'est préparé à l'attaque, et son corps de trois divisions d'infanterie fait face à la « Guerre-éclair » allemande. Alors qu'en règle générale, les généraux de l'Armée rouge promus sur critère politique à la suite des purges, mènent leurs forces depuis l'arrière de la ligne de front, Malinovski se place dans les secteurs-clés durant les batailles afin d'être avec ses soldats et les encourager. Ne pouvant pas arrêter les forces numériquement et techniquement supérieures de la Wehrmacht, Malinovski recule cependant en bon ordre le long du rivage de la mer Noire, tandis que l'ennemi essaie d'encercler ses troupes. Lorsque les Allemands réussissent à encercler son corps dans Mykolaïv, Malinovski ouvre une brèche qui lui permet de reculer jusqu'à Dnipropetrovsk.
En août, il est promu au chef d'état-major de la 6e Armée et remplace bientôt son commandant. Il stoppe l'avancée allemande dans son secteur du front et il est promu lieutenant général. Après la retraite de l'Armée rouge de la région du Donbass, Malinovski commande une opération commune des 6e et 12e armées, dans le but de chasser la Wehrmacht de la région. En décembre 1941, Malinovski commande le front du sud, composé de trois faibles armées et de deux corps de cavalerie ayant la taille de division. Manquant d'hommes et d'équipement, Malinovski réussit tout de même à coûter cher au dispositif offensif allemand, et à mettre la Wehrmacht sur la défensive.

### Bataille de Kharkov
Le 18 janvier 1942, Malinovski et le front sud-ouest, sous le commandement complet de Timochenko, lancent une attaque commune lors de la Seconde bataille de Kharkov faisant reculer les Allemands de 100 km. Timochenko surestime les capacités offensives de l'Armée rouge, qui subit une lourde défaite lors de la contre-attaque allemande. Staline, malgré l'opposition de ses conseillers militaires, avait soutenu cette offensive ratée, et comme toujours cherchait un bouc émissaire : Malinovski est accusé d'avoir saboté l'offensive et le NKVD prépare un dossier selon lequel il aurait établi et gardé des rapports avec des intérêts impérialistes étrangers pendant son séjour en France lors de la Première Guerre mondiale. Mais il fait jouer ses relations et échappe au Goulag. Ses compétences, rares à l'époque, jouent en sa faveur.
En juillet 1942, le front du sud est dissous, ses unités sont transférées au front du Nord-Caucase en tant que Groupe opérationnel du Don sous la direction de Malinovski (qui est aussi devenu le commandant adjoint du Front). Staline ordonne à Malinovski de bloquer l'intrusion du Groupe d'armées A vers Rostov-sur-le-Don et les gisements de pétrole vitaux du Caucase. Étant donné que les Allemands ont presque dix fois la supériorité numérique, et une assez nette supériorité technique, le faible potentiel de défense de Malinovski est rapidement débordé. En conséquence, la Stavka dissout le Groupe opérationnel du Don en septembre.

### Bataille de Stalingrad et Front ukrainien
Les armées allemandes mettent en difficulté l'Armée rouge à la bataille de Stalingrad et Staline confie à Malinovski le commandement de la 66e Armée formée à la hâte et lui demande de tenir la position nord-est de Stalingrad. En même temps, Staline ordonne à Nikita Khrouchtchev, alors commissaire politique à Stalingrad, de surveiller Malinovski, mais les deux hommes, face au danger nazi, développent des relations cordiales.
La 66e Armée n'a aucune expérience de combat, mais c'est la première fois dans cette guerre que Malinovski commande une armée complète tant au niveau des troupes que de l'équipement. En outre, c'est sous ses ordres que combattent deux divisions roumaines alliées, qui, dès avant mais surtout pendant et après Stalingrad, rallient à elles de nombreux prisonniers roumains. En septembre et octobre 1942, Malinovski passe à l'offensive. Ses gains territoriaux sont marginaux, mais il empêche les troupes allemandes d'encercler Stalingrad par le nord.
Plus tard dans ce mois, la Stavka expédie Malinovski au front de Voronej en tant que commandant adjoint. En décembre 1942, il est renvoyé à Stalingrad où l'Armée rouge est en train d'achever son plus grand succès à ce moment de la guerre. Le 22 novembre, les fronts de l'Armée rouge avaient encerclé la Sixième Armée allemande. Le Groupe d'armées Don, commandé par le maréchal Erich von Manstein, réunit ses troupes de Panzer dans la ville de Kotelnikovo, 150 kilomètres à l'ouest de Stalingrad et lance une contre-attaque désespérée pour sauver la Sixième Armée (opération Wintergewitter).
Malinovski mène la puissante 2e armée de la Garde contre Hoth. Dans ce combat brutal, il force les Allemands à reculer, ouvrant une profonde brèche dans leur défense pourtant bien préparée, et détruit le groupement d'armée de Kotelnikovo. Cette bataille est le premier affrontement de chars à grande échelle perdu par l'Allemagne lors de la Seconde Guerre mondiale. La victoire de Malinovski scelle le destin de 250 000 Allemands et de leurs alliés italiens, hongrois et roumains (qui, pris au piège dans la poche de Stalingrad, se rendent en masse). Staline élève Malinovski au grade de colonel général et lui décerne la plus haute décoration soviétique pour sa tactique remarquable, l'ordre de Souvorov 1re classe. De plus les rapports de Khrouchtchev sont élogieux à son égard.
En février 1943, Malinovski commande à nouveau le front du sud. En moins de deux semaines, il expulse von Manstein de Rostov-sur-le-Don ouvrant ainsi la route vers l'Ukraine. En mars 1943, Staline l'élève au rang de général d'armée et lui donne le commandement du front sud-ouest chargé de chasser les troupes allemandes de la riche zone industrielle de Donbass. Par une attaque soudaine à la mi-octobre, Malinovski surprend une importante force allemande dans la région-clé de la ville de Zaporijia et la capture. Cette campagne divise alors les forces allemandes dans le Sud et isole les unités présentes en Crimée du reste du front de l'Est.
Le 20 octobre, le front du Sud-Ouest est rebaptisé Troisième front ukrainien. De décembre 1943 à avril 1944, Malinovski brise le Groupe d'armées Sud et libère la majeure partie de l'Ukraine du Sud, y compris Kherson, Mykolaïv et sa ville natale d'Odessa. À ce moment-là, et grâce aux avis de Khrouchtchev, Staline est devenu beaucoup moins méfiant envers Malinovski.

### Roumanie et Hongrie
En mai 1944, Malinovski est transféré au Deuxième front ukrainien. Il chasse la Wehrmacht des derniers territoires soviétiques occupés et parvient, avec le général d'armée Fiodor Tolboukhine (qui a reçu le commandement du Troisième front ukrainien) sur le front roumain, où la ligne de front se stabilise pour cinq mois. En effet, l'Armée rouge concentre ses efforts plus au nord pour avancer en Pologne, car Staline sait que la mission clandestine inter-Alliée Autonomous du SOE est à Bucarest, en contact avec le roi roumain Michel Ier qui négocie, à Ankara, par l'intermédiaire du prince Barbu Știrbei, une éventuelle reddition de la Roumanie aux Alliés. Le gouvernement soviétique attend donc que la Roumanie « tombe comme un fruit mûr », ce qui se produit 20 août 1944. Le 20, le général roumain Gheorghe Avramescu ouvre le front aux soviétiques : considéré par le dictateur fasciste Antonescu comme un traître, il est remplacé par Ilie Șteflea le 23, mais ce même jour Antonescu est arrêté et destitué par le roi Michel Ier : Malinovski et Tolboukhine font prisonniers environ 215 000 soldats allemands, et 200 000 soldats roumains, tandis que le dictateur pro-allemand Ion Antonescu est renversé et que la Roumanie passe du camp de l'Axe au camp des Alliés. Staline triomphant rappelle Malinovski à Moscou et le 10 septembre 1944 le nomme maréchal de l'Union soviétique. Malinovski devient également le chef symbolique de la commission alliée en Roumanie, où il est représenté par Vladislav Vinogradov (en).
Tandis que Tolboukhine pénètre en Bulgarie qui, elle aussi, quitte l'Axe et rejoint les Alliés le 8 septembre 1944, Malinovski, ayant pris le commandement de toute l'armée roumaine, entre en Hongrie où il prend Debrecen le 20 octobre 1944, fortement défendu par l'Axe. Ses troupes sont fatiguées après plusieurs mois de combat et ont besoin d'être réapprovisionnées, mais Staline ordonne à Malinovski de prendre la capitale hongroise Budapest, afin d'ouvrir la route de Vienne et ainsi devancer les Alliés occidentaux dans la prise de l'ancienne capitale autrichienne.
Avec l'aide de Tolboukhine et des Première et Quatrième armées roumaines, Malinovski exécute l'ordre de Staline, mais doit faire face à la détermination de Hitler de défendre Budapest à n'importe quel coût. Les Allemands et leur allié du Parti des Croix fléchées hongrois vont essayer de faire de Budapest un « Stalingrad allemand ». Hitler engage la plus grande partie de ses troupes de Panzer (parmi eux six divisions de panzer d'élite Waffen-SS et cinq divisions de Panzer de la Wehrmacht), affaiblissant ainsi tant les forces allemandes de Pologne et de Prusse, que celles postées sur le Rhin. Les compétences stratégiques et opérationnelles de Malinovski lui permettent de surmonter l'épuisement de ses troupes et de conquérir Budapest le 13 février 1945, après une bataille exceptionnellement dure, au cours de laquelle il fait 70 000 prisonniers. Poursuivant son offensive vers l'ouest, Malinovski met en déroute les Allemands en Slovaquie, prend Bratislava (offensive Bratislava-Brno), puis Vienne (offensive de Vienne) le 4 avril 1945.
Ces nouvelles victoires établissent la suprématie des Soviétiques sur la région du Danube et permettent à l'armée roumaine, qui s'était livrée à des atrocités en URSS, de retrouver en partie son honneur. Staline récompense Malinovski par la décoration militaire soviétique la plus élevée à cette époque, l'ordre de la Victoire, également attribuée au roi Michel de Roumanie. Malinovski termine sa campagne en Europe par la libération de Brno, en Tchécoslovaquie, où ses soldats font la jonction avec les troupes américaines. Quant aux Roumains, le traité de paix de Paris leur rendit la Transylvanie du Nord qu'un arbitrage d'Adolf Hitler avait, en 1940, attribuée à la Hongrie.

### Front japonais
Après la reddition allemande en mai 1945, Malinovski est transféré en Extrême-Orient russe, où il est placé au commandement du Front du Transbaïkal. En août 1945, il mène la dernière offensive soviétique de la Seconde Guerre mondiale : il envahit la Mandchourie, qui était alors occupée par un million de soldats japonais de l'Armée du Guandong (voir invasion soviétique de la Mandchourie). Malinovski écrase les Japonais en dix jours, dans ce qui est considéré depuis comme un modèle de guerre-éclair mécanisée et un classique du mouvement de tenailles, et également comme étant la plus grande réussite de l'habileté de l'armée soviétique lors de la Seconde Guerre mondiale. La capture de la Mandchourie semble effacer des mémoires la défaite humiliante subie par la Russie lors de la guerre russo-japonaise de 1904-1905. Malinovski se voit alors attribuer la distinction suprême de héros de l'Union soviétique.

## Carrière d'après-guerre

### Extrême-Orient
Au cours de la décennie suivante, Malinovski est impliqué dans les décisions-clés impliquant les intérêts stratégiques soviétiques dans la région d'Extrême-Orient. Initialement commandant du district militaire du Transbaïkal-Amour (1945-1947), le début de la guerre froide lui permet d'être nommé commandant suprême des Forces d'Extrême-Orient où il est responsable de trois districts militaires (1947-1953). Il forme et ravitaille les armées communistes nord-coréenne et chinoise avant et pendant la guerre de Corée (1950-1953).
Pour souligner l'appartenance de Malinovski à l'élite de l'État et du Parti, Staline le fait membre du Soviet suprême de l'Union soviétique (1946) et membre candidat (non votant) du Comité Central du Parti communiste de l'Union soviétique (1952). Après la fin de la guerre de Corée, Moscou dissout le Commandement suprême d'Extrême-Orient. Malinovski continue à contrôler la majeure partie des forces soviétiques de la région comme commandant du district militaire d'Extrême-Orient.

### Sous Khrouchtchev
Après la mort de Staline en 1953, Khrouchtchev devient le leader soviétique et, pendant le processus de déstalinisation et la consolidation de son pouvoir au Kremlin, il promeut Malinovski commandant en chef des forces terrestres soviétiques et premier adjoint du ministre de la Défense, le maréchal Gueorgui Joukov (1956). Pour confirmer le statut élevé de Malinovski dans la hiérarchie de l'État et du Parti soviétiques, il devient membre à part entière du Comité central du Parti communiste. En octobre 1957, Khrouchtchev, qui avait de plus en plus d'inquiétude sur les ambitions politiques de Joukov, l'évince et confie son poste de ministre à Malinovski, poste qu'il occupera jusqu'à sa mort, gagnant ultérieurement la réputation d'avoir été la meilleure personne à avoir dirigé ce ministère.
En 1962 il est celui qui a ordonné au général Pliev d'envoyer la troupe pour mater les ouvriers révoltés de Novotcherkassk qui se révoltaient contre les hausses de prix et les baisses de salaires.
En tant qu'ami personnel de Khrouchtchev, Malinovski pouvait, sans risques, manifester assez librement ses positions concernant les affaires militaires. Khrouchtchev et plusieurs membres de l'appareil militaire soviétique étaient convaincus que les guerres futures seraient remportées par l'utilisation de missiles nucléaires et donc ils préconisèrent des investissements majeurs dans le développement des missiles et une réduction drastique des forces conventionnelles. Malinovski, lui, soutint l'adaptation des missiles nucléaires stratégiques, mais il vit les missiles nucléaires comme un moyen de dissuasion utile pour la prévention de la guerre, et non comme une arme principale. Il développa le concept d'une large assise militaire et fit vigoureusement valoir que si la nature de la guerre avait changé, le facteur décisif serait une armée de métier maîtrisant la technologie militaire moderne et capable de conquérir et de contrôler l'ennemi sur le terrain. La politique militaire soviétique, durant ces années, fut un compromis entre les vues de Malinovski et de Khrouchtchev. Malinovski fait de l'armée soviétique la force la plus accomplie et puissante du monde en atteignant la parité nucléaire avec les États-Unis et en modernisant, autant que possible dans un système aussi bureaucratique, l'immense force conventionnelle de l’armée.

### Dernières années
La provocation de Khrouchtchev lors de la crise des missiles de Cuba, qui a conduit le monde au bord de la catastrophe nucléaire, déçoit beaucoup Malinovski. Le mécontentement de l'armée envers Khrouchtchev encourage un coup d'État au sein du Parti, qui aboutit au limogeage de Khrouchtchev en octobre 1964. La direction du nouveau Parti accepte la demande de Malinovski pour l'établissement d'une armée autonome et professionnelle, ainsi que son concept de développement équilibré des forces armées.
Après sa mort, Malinovski a été honoré par de grandioses funérailles nationales et enterré dans la nécropole du mur du Kremlin. Malinovski continue à être considéré comme l'un des plus importants leaders militaires dans l'histoire de la Russie, même après la dislocation de l'Union soviétique. Sa femme Raisa, née en 1915, est morte en 1997.

## Distinctions[9]
- Deux fois héros de l'Union soviétique
- Ordre de la Victoire
- Cinq fois l'ordre de Lénine
- Trois fois l'ordre du Drapeau rouge
- Deux fois ordre de Souvorov (1re classe)
- Ordre de Koutouzov (1re classe)
- Croix de guerre 1914-1918
- Croix de guerre 1939-1945
- Chevalier de la Légion d'honneur en 1945.
- Ordre du Héros national (Yougoslavie)